# Giuseppe Maio
Giuseppe Maio (geboren 1970 in San Fele) ist ein italienischer Autor und Regisseur zahlreicher deutschsprachiger Hörspiele und Radio-Features.

## Leben
Giuseppe Maio wuchs als Gastarbeiterkind in Süddeutschland auf. Er machte Abitur und studierte in Freiburg und Berlin Neuere deutsche Literatur und Philosophie. Seit 1999 arbeitet er als Hörspiel- und Feature-Autor und Regisseur für mehrere Sender der ARD und das Deutschlandradio.
Beim seit 2010 jährlich stattfindenden Berliner Hörspielfestival fungiert Giuseppe Maio gelegentlich als Moderator.
Giuseppe Maio lebt seit vielen Jahren in Berlin.

## Werke (Auswahl)
als  Autor/Co-Autor
- I Germanesi – Ein italienisches Familienalbum aus Deutschland, Feature von Giuseppe Maio, Produktion: WDR Köln / DLR Berlin 2001, Länge: 54‘21.
- personabile – der Resonanzkörper Mensch von Giuseppe Maio und Tobias Dutschke, Autorenproduktion für DLR Berlin 2003, Länge: 54‘02
- Wanted: Michael Joseph Jackson von Axel Doßmann, Giuseppe Maio, Andrea Marggraf und Helmut Kopetzky, Produktion DLR Berlin 2004, Länge: 54‘17
- Die Umarmung – Begegnung mit einer indischen Heiligen, Feature von Giuseppe Maio,  Produktion DLR Berlin 2004, Länge: 29‘55
- Im Schatten der Dunkelziffer, Feature von Giuseppe Maio,  Produktion SWR 2 2009, Länge: 31‘20
- XY – Die Wahrheit kommt ans Licht, Hörspiel von Giuseppe Maio, Produktion DKultur 2009, Länge: 54"25
- Im Bild versinken – Giuseppe Zigaina und Pier Paolo Pasolini. Hörspiel von Giuseppe Maio mit Klaudia Ruschkowski, Produktion DKultur 2011, Länge: 88'02
- Von Abu Ghraib nach Marienfelde Die zwei Leben des Abu Atab, von Giuseppe Maio, Erzähler, Sprecher und Regie: der Autor, Produktion: DKultur 2012, Länge: 54‘14[3]
- Der Drehung entgegen: Wie Franz Erhard Walther aus dem Bild ausstieg, von Giuseppe Maio, Regie: der Autor, Produktion: Deutschlandfunk Kultur 2017, Länge: 79'11.
- Raumschiff Tonstudio: Bericht über das Innere einer Kapsel und deren Bewohner, von Giuseppe Maio, Produktion: Deutschlandfunk Kultur  2018, Länge: 54’09.
- Autos, Hörspiel nach dem Theaterstück von Enis Maci, Radiofassung und Regie: Giuseppe Maio, Produktion: Deutschlandfunk Kultur 2019, Länge: 77'19.[4]
- Mikro Beute Kunst: O-Töne und das echte Leben im Radio, von Giuseppe Maio, Regie: der Autor, Produktion: Deutschlandfunk Kultur 2020, Länge: 52'15

als Regisseur von Hörspielen und Features
- Blumen für Otello – Über die Verbrechen von Jena, Hörspiel von Esther Dischereit, Produktion DeutschlandRadio Kultur 2014, Ursendung 21. Mai 2014, Länge: 53‘48‘‘, Regie: Giuseppe Maio, Komposition: Lutz Glandien.[5]
- Die Berlin-Bronx-Connection, Ein Remix von Giuseppe Maio, Produktion: RBB 2014, Länge: 30 Min.[6]
- Vom Briefzusteller zum Problemtier: Warum die Taube als solche polarisiert, von Dieter Jandt und Ulrich Land, Regie: Giuseppe Maio, Produktion: NDR 2016.
- Nacht, Hörspiel von Etel Adnan, Übersetzung: Klaudia Ruschkowski, Bearbeitung: Klaudia Ruschkowski und Giuseppe Maio, Regie: Giuseppe Maio, Produktion: Deutschlandfunk Kultur 2017, Länge: 63'54.
- Das Theatertier, das ich bin, Solo mit dem Schauspieler Jürgen Holtz, von Klaudia Ruschkowski, Regie: Giuseppe Maio, Produktion: Deutschlandfunk Kultur 2018, Länge: 86'30.

## Auszeichnungen
- 2001: Civis-Medienpreis[7] für das Radio-Feature I Germanesi – Ein italienisches Familienalbum aus Deutschland, Produktion Deutschlandradio Berlin.
- 2001: Åke Blomström Award für das Radio-Feature I Germanesi – Ein italienisches Familienalbum aus Deutschland, Produktion Deutschlandradio Berlin.
- 2011: (zusammen mit Klaudia Ruschkowski) Hörspiel des Monats Mai 2011 für Im Bild versinken – Giuseppe Zigaina und Pier Paolo Pasolini.
- 2015: (zusammen mit Klaudia Ruschkowski) Hörspiel des Monats Sept. 2015 für Unseres Herzens Gordischer Knoten. Diskretionen von Mary de Rachewiltz, der Tochter Ezra Pounds.
- 2017: (zusammen mit Klaudia Ruschkowski) Hörspiel des Monats August 2017 für Nacht nach Etel Adnan.

## Belege
1. ↑  Autorenprofil G. Maio, deutschlandfunkkultur.de, abgerufen am 28. Januar 2020.
2. ↑  Moderatorenprofil G. Maio, berliner-hoerspielfestival.de 5. September 2013, abgerufen am 26. Januar 2020.
3. ↑  Von Abu Ghraib nach Marienfelde, berliner-hoerspielfestival.de vom 24. Juni 2014, abgerufen am 26. Januar 2020.
4. ↑  Hörspiel über eine Reise auf der Gastarbeiterroute: AUTOS, deutschlandfunkkultur.de, erschienen und abgerufen am 26. Januar 2020.
5. ↑  Blumen für Otello – Über die Verbrechen von Jena, Zentrum für Kunst und Medien Karlsruhe, abgerufen am 26. Januar 2020.
6. ↑  8. Vorspiel zum 6. Berliner Hörspielfestival, hoerspielkritik.de 3. Dezember 2014, abgerufen am 29. Januar 2020.
7. ↑  Deutscher Civis Hörfunkpreis – Bereich Information, deutschlandfunkkultur.de 28. Juni 2006, abgerufen am 28. Januar 2020.

| Personendaten    | Personendaten                             |
| ---------------- | ----------------------------------------- |
| NAME             | Maio, Giuseppe                            |
| KURZBESCHREIBUNG | italienischer Hörfunk-Autor und Regisseur |
| GEBURTSDATUM     | 1970                                      |
| GEBURTSORT       | San Fele, Italien                         |